# دالي جورمان
دالي جورمان (بالإنجليزية: Dale Gorman)‏ (28 يونيو 1996 في جمهورية أيرلندا - ) هو لاعب كرة قدم أيرلندي في مركز الوسط. شارك مع منتخب أيرلندا الشمالية تحت 21 سنة لكرة القدم. أما مع النوادي، فقد لعب مع ستيفيناغ بوروه.

## وصلات خارجية
- دالي جورمان على موقع الاتحاد الأوربي (الإنجليزية)
- دالي جورمان على موقع قاعدة بيانات كرة القدم.إي يو (الإنجليزية)
- دالي جورمان على موقع Soccerbase.com (لاعب) (الإنجليزية)
- دالي جورمان على موقع Soccerway.com (الإنجليزية)